# Indische Partij
Die Indische Partij (IP; auch: Indies Party, Partai Hindia) war eine kurzlebige, aber einflussreiche politische Organisation, die 1912 vom indo-europäischen Journalisten Ernest Douwes Dekker und den javanesischen Ärzten Tjipto Mangoenkoesoemo und Soewardi Soerjaningrat gegründet wurde und nur bis 1913 bestand. Als eine der ersten politischen Organisationen, die sich für indonesischen Nationalismus im kolonialen Niederländisch-Indien starkmachte, inspirierte sie mehrere spätere Organisationen, wie die „Nationaal Indische Party“ (NIP) der „Sarekat Hindia“ (1919) und „Indo Europeesch Verbond“ (IEV). Die direkte Nachfolgepartei war „Insulinde“.

„Revolutionäres Handeln ermöglicht es den Menschen, ihre Ziele schnell zu erreichen. Das ist gewiss nicht unmoralisch [...] Die Indische Party kann sicherlich Revolutionär genannt werden. Solch eine Bezeichnung schreckt uns nicht[...]“

Trotz ihres kurzen Bestehens sammelte die Partei mehr als 7.000 Mitglieder und als erste multi-rassische politische Partei, die zu dieser Zeit die radikale Forderung nach Unabhängigkeit stellte, zeigt sie, wie drängend der Unabhängigkeitswille zu dieser Zeit bereits war. Das Ziel der Partei war die Vereinigung aller einheimischen Völker der Indies im Kampf für einen unabhängigen Staat (Nation). Als die IP verboten wurde und die Parteiführer ins Exil geschickt wurden, gründeten Mitglieder der IP die Insulinde, die ebenso radikal war.

## 1912: Gründung
Unter dem Slogan „Indie voor Indiers“ wurde eine Mitgliedschaft für Indo-Europäer, niederländische Einwanderer, Indo-Chinesen und alle einheimischen Völker ermöglicht. Inspiriert von der führenden Rolle, die eurasische Ilustrados im Unabhängigkeitskampf auf den Philippinen gespielt hatten, träumte die IP von einer vergleichbaren Rolle für die Indo-Eurasier in den Indies. Mehr als 5.000 ihrer 7.000 Mitglieder waren Indos. 1912 führte die Abschaffung der Batavia School for Civil Servants und das Verbot, eine Medizinschule für Indo-Europäer und Indo-Chinesen einzurichten, zu einer starken Unzufriedenheit in den betreffenden Gruppierungen und die Mitgliederzahlen der IP stiegen sprunghaft an. Innerhalb eines Monats gewann die Parteizeitung 1.000 zahlende Abonnenten. Aus Angst davor, dass auch eine Ausgabe in Malaiisch eingeführt werden und eine Zusammenarbeit mit Sarekat Islam beginnen könnte, beeilten sich die Kolonialbehörden, die IP zu verbieten.

## 1913: Verbot
Als im Juli 1913 der Parteigründer Tjipto Vorsitzender des „Bumi Putra“-Komitees wurde und das berühmte ironische Pamphlet „Als Ik Een Nederlander Was“ (Wenn ich ein Niederländer gewesen wäre) seines Mitgründers Soewardi veröffentlichte, wurden alle drei Gründer der IP vor Gericht gestellt.
Da sie explizit und heftig gegen weitverbreitete Rassendiskriminierung der kolonialen Elite aus ehemaligen Niederländern kämpften und vollständige Unabhängigkeit von den Niederlanden anstrebten, beeilte sich die Kolonialregierung, die Organisation als subversiv zu brandmarken, und verbot die Partei bereits ein Jahr nach ihrer Gründung.
Genau ein Jahr nach Gründung der IP wurden alle drei Gründer in die Niederlande ins Exil geschickt. Sie durften politisch aktiv bleiben und kehrten letztendlich nach Niederländisch-Indien zurück. Tjipto wurde zunächst politischer Mentor des zukünftigen Präsidenten Sukarno und nach einer Internierung auf den Banda-Inseln starb er 1943. Nach der Unabhängigkeitserklärung von Indonesien 1945 wurde Douwes Dekker unter dem neuen Namen „Danoedirdja Setiaboeddhi“ Staatsminister im Kabinett von Premierminister Sutan Syahrir. Soewardi wurde 1949 indonesischer Erziehungsminister unter dem neuen Namen „Ki Hadjar Dewantara“ (geändert 1922).

## Nachwirkungen
Von 1994 bis 2006 gab es eine Partei mit dem Namen Vrije Indische Partij (VIP) in den Niederlanden. Sie setzte sich vornehmlich aus Mitgliedern zusammen, die zur ersten Generation von indischen Niederländern (Indo) und niederländischen Repatriierten aus dem ehemaligen Niederländisch-Indien gehörten, und kämpfte um die Rechte ihrer Zielgruppe, vor allem um Unterstützung für die Senioren und Wiedergutmachung von Schäden, die während des Krieges und in der Bersiap-Periode entstanden waren.